# Kleine kaaszwam
De kleine kaaszwam (Skeletocutis nivea) is een schimmel op loofhout die behoort tot de familie Incrustoporiaceae. De soort leeft saprotroof op afgevallen takken, minder vaak op stammen van loofbomen zoals Fagus-soorten, eiken (Quercus), elzen (Alnus), populieren (Populus), esdoorns (Acer), vooral in loofbossen op vochtige voedselrijke bodem. Hij veroorzaakt witrot.

## Kenmerken
Het vruchtlichaam is wit, maar wordt bij het ouder worden bruin en heeft dunne poriën. De sporen zijn cilindrisch, glad, licht allantoïsch (worstvormig), inamyloïde en meten 4-5 × 0,5-1 µm.

## Verspreiding
In Nederland komt de kleine kaaszwam zeer algemeen voor.

## Foto's

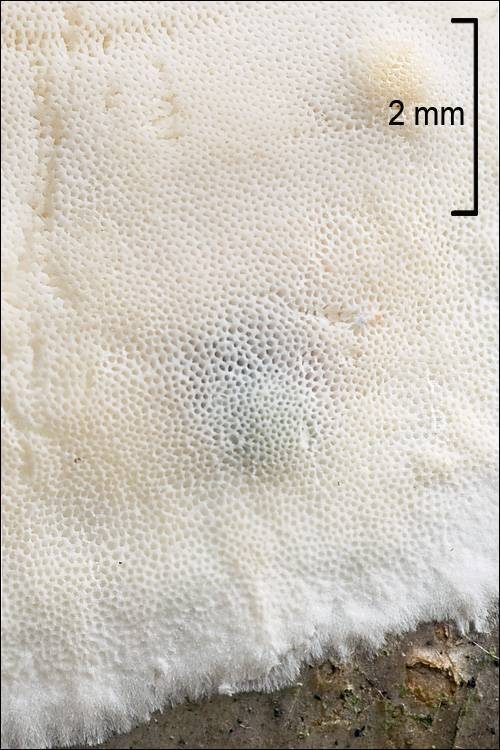
Poriën
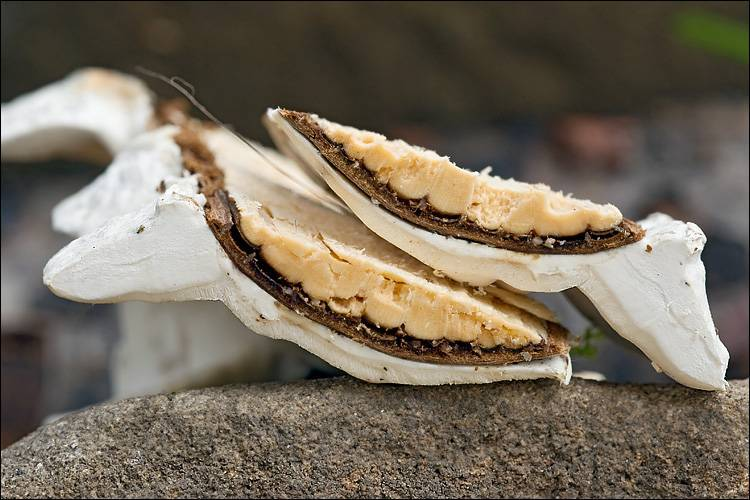
Dwarsdoorsnede
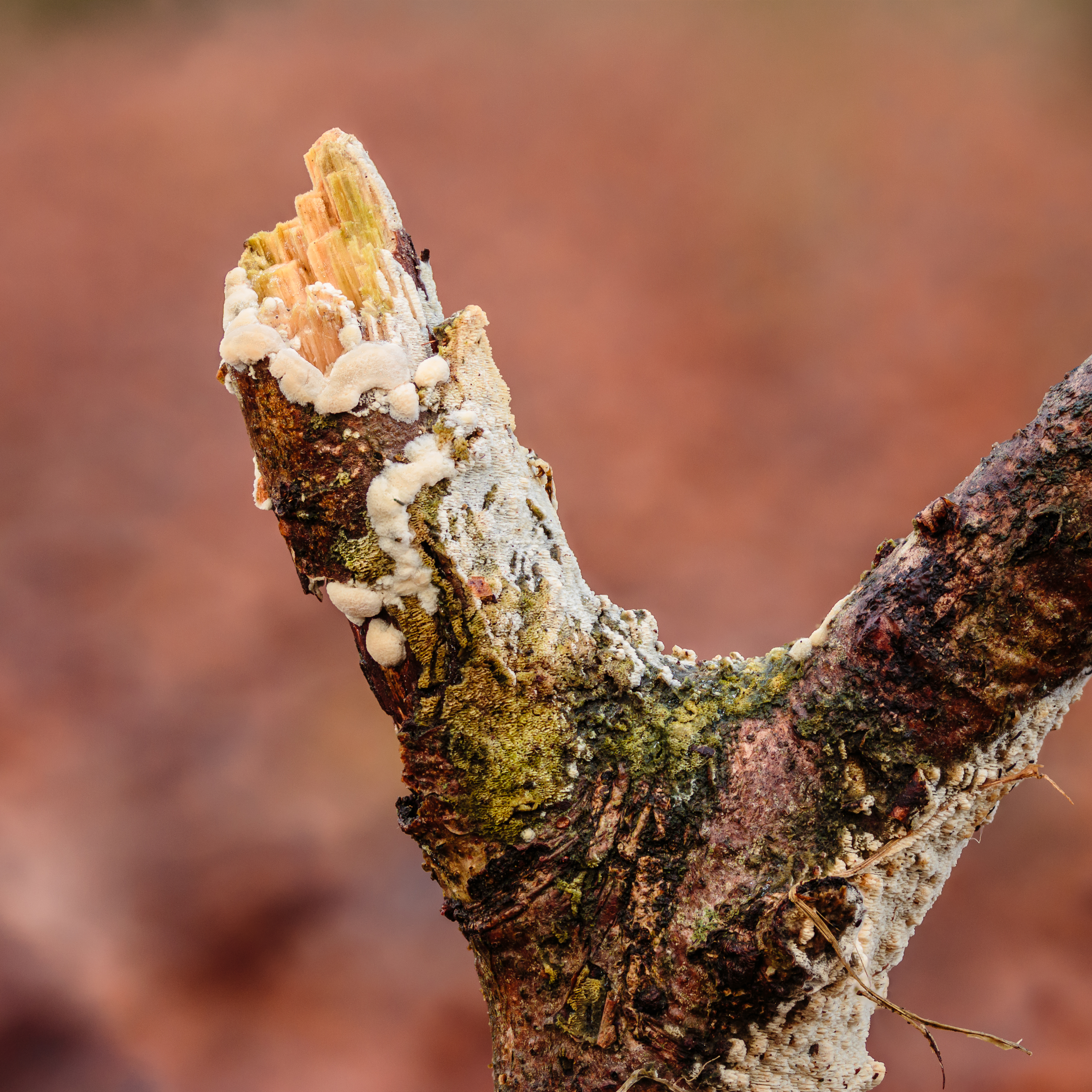
Kleine kaaszwam op een dood takje

## Synoniemen
Tyromyces chioneus  
Trametes nivea (Jungh.) Corner 1989
Incrustoporia semipileata (Peck) Domanski 1972
Incrustoporia nivea (Jungh.) Ryvarden 1972
Leptotrimitus semipileatus (Peck) Pouzar 1966
Leptoporus semipileatus (Peck) Pilát 1938
Polyporus hymeniicola Murrill 1920
Tyromyces semipileatus (Peck) Murrill 1907
Microporus niveus (Jungh.) Kuntze 1898
Polystictus niveus (Jungh.) Cooke 1886
Polyporus semipileatus Peck 1883
Polyporus niveus Jungh. 1839
Polyporus chioneus  